# Wojtek (Bär)

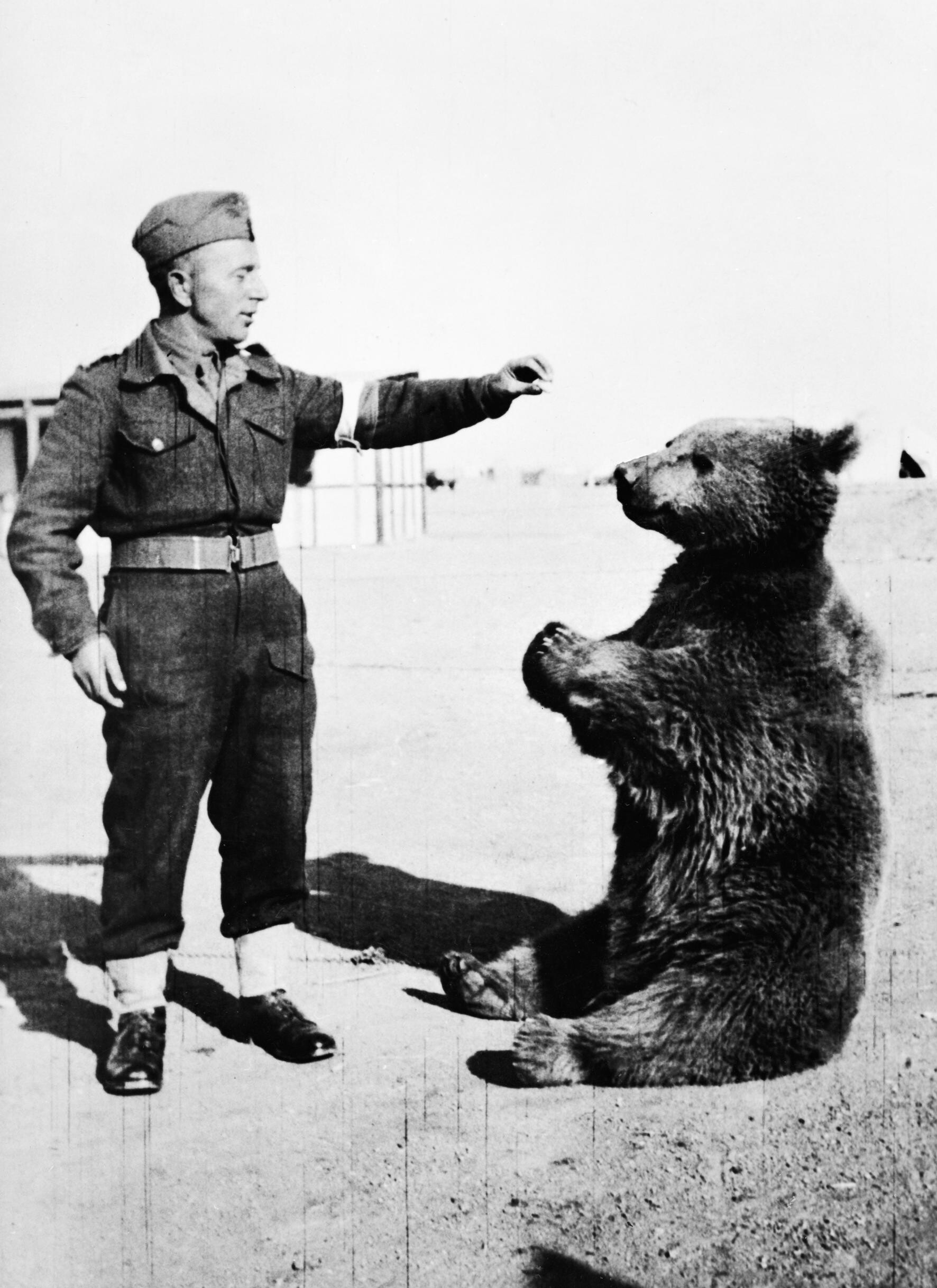
Wojtek mit einem polnischen Soldaten, 1942

Wojtek (1941–1963; [vɔjtɛk]) war ein syrischer Braunbär, der in der iranischen Provinz Hamadan gefangen und von Artilleriesoldaten des Zweiten Polnischen Korps „adoptiert“ wurde. Bei der Schlacht um Monte Cassino half er bei der Versorgung der Soldaten mit neuer Munition.

## Geschichte

Wojtek auf den Fahrzeugen der polnischen Armee

Im Jahr 1942 fand ein einheimischer Junge den ein Jahr alten und von seiner Mutter verlassenen Bären in der Nähe der westiranischen Stadt Hamadan. Er verkaufte ihn an die Soldaten der im Iran stationierten polnischen Armee für ein paar Konserven. Später wechselte der durch die frühe Prägung auf den Menschen sehr nähebedürftige Bär zur 22. Transportdivision des zweiten polnischen Armeekorps. Dort erhielt er den slawischen Vornamen Wojtek (Kurzform von Wojciech), welcher sich aus den Namensbestandteilen für Krieg sowie Freude zusammensetzt und sinngemäß „der den Krieg genießt“ oder „lächelnder Krieger“ bedeutet. Seine Haltung erfolgte nicht artgerecht, da er ohne Kontakt zu Artgenossen aufwuchs und sowohl Bier und Wein als auch Zigaretten von den Soldaten erhielt, welche er verspeiste. Als Wärter war für den Bären der Unteroffizier Piotr Prendys zuständig.
Wojtek erfreute sich bei den Soldaten großer Beliebtheit, wurde zu ihrem Maskottchen und später sogar offiziell als Soldat in das Zweite Polnische Korps aufgenommen, mit dem er in Italien zum Einsatz kam. Da die Hafenbehörden von Alexandria den Bären bei der Verschiffung der Truppen nach Neapel am 14. April 1944 zunächst nicht für die Überfahrt zulassen wollten, da Tiere und Maskottchen an Bord nicht geduldet wurden, wurde ihm mit Genehmigung des Oberkommandos aus Kairo ein militärischer Rang („Private“) verliehen sowie eine Dienstnummer und ein Soldbuch vergeben, welche ihn rechtskräftig als offizielles Mitglied der polnischen Armee zur Überfahrt legitimierten. Ihm wurde daraufhin dauerhaft Zugang zu dem britischen Transportschiff gewährt. Seitdem wurde der Bär als Unteroffizier Wojtek geführt.
Bei der Schlacht um Monte Cassino trug er Kisten mit schweren Mörsergranaten, die sonst von vier Männern getragen werden mussten, über das Schlachtfeld auf unwegsamem Gelände am Hang des Monte Cassino, ohne auch nur eine Einzige fallen zu lassen. Zudem gelang es Wojtek im Laufe seiner militärischen Karriere, einen arabischen Spion zu stellen. Neben diesen militärischen Einsätzen sorgte er insbesondere für eine gute Moral innerhalb der polnischen Truppen. Nach der Schlacht um Monte Cassino wurde mit Zustimmung des polnischen Oberkommandos das Emblem der 22. Kompanie in einen Bären geändert, der ein großes Artilleriegeschoss trägt. Für seine Verdienste wurde Wojtek zum Corporal befördert.
Ein anderes polnisches Bataillon, das einen Bären namens Michael in seine Reihen aufgenommen hatte, brachte diesen zu Wojtek, in der Annahme, die beiden Bären würden Spielkameraden werden. Da jedoch aufgrund von Eifersucht heftige Kämpfe zwischen den beiden Bären ausbrachen, wurde Michael 1943 dem Zoo von Tel Aviv übergeben, der den Polen im Gegenzug den Affen Kaska gab.

## Nach dem Krieg
Kurz vor dem Ende des Zweiten Weltkrieges wurde Wojtek zunächst zusammen mit 3000 Soldaten in das Armeelager Winfield Camp im schottischen Hutton in Berwickshire gebracht. Nach der Demobilisation der polnischen Streitkräfte am 15. November 1947 wurde Wojtek an den Zoo von Edinburgh abgegeben und erfreute sich auch dort anschließend großer Beliebtheit. Er verbrachte in dem Zoo den Rest seines Lebens, bis er im Alter von 22 Jahren im Dezember 1963 starb. Zum Zeitpunkt seines Todes war er 180 cm groß und wog 220 kg.

## Gedenken
In Andenken an Wojtek wurde 1944 von David Harding eine Statue angefertigt, die sich im Sikorski Museum in London befindet, wo 2010 eine Fotoausstellung zu Ehren Wojteks stattfand. Pläne zur Errichtung einer weiteren Statue durch den Bildhauer Alan Herriot in der schottischen Hauptstadt Edinburgh wurden 2010 bekannt gegeben, deren Umsetzung für 2011 geplant war. Diese Statue soll rund 200.000 Pfund Sterling kosten. Für ihren Aufstellungsort sind unter anderem Hillside Crescent und Calton Hill im Gespräch. Laut Herriot sollen ähnliche Statuen in Warschau und nahe der Abtei Monte Cassino entstehen. Ebenso soll auf Bemühen des Wojtek Memorial Trust eine Bronzestatue in der Innenstadt Edinburghs aufgestellt werden. Im Hafen von Grimsby in England erinnert bereits eine hölzerne Skulptur an Wojtek. Seit 2019 steht in Sopot eine Bronzestatue des Bären. 
Im schottischen Parlament fand im März 2009 ein Empfang zu Ehren des Bären Wojtek statt. Im November 2011 wurde in Edinburgh eine Prozession von Soldaten abgehalten, die von Dudelsackspielern begleitet wurde, um Wojtek schließlich mit einer polnischen Grabrede zu ehren.
Die Brauerei Beartown aus dem englischen Cheshire brachte 2012 eine limitierte Ausgabe von 10.000 Flaschen des Bieres Wojtek heraus, welche den munitionstragenden Bären auf den Flaschenetiketten führten.
Im Brettspiel Scythe von Stonemaier Games, welches in einer alternativen Welt im Jahr 1920 (geschaffen durch den polnischen Künstler Jakub Rozalski) angesiedelt ist, findet sich ebenfalls ein Bär mit gleichem Namen in Anlehnung an den Bären Wojtek. Das polnische Institut für Nationales Gedenken hat 2018 ein informatives Familienbrettspiel names Miś Wojtek (Wojtek der Bär) herausgegeben, in dem die Spieler den Weg des Bären und seiner Einheit von Busuluk (Sowjetunion) nach Edinburgh nachspielen.
In dem Strategiespiel Hearts of Iron IV von 2016 kann Wojtek als König von Polen eingesetzt werden.

## Filme
- 2011: Wojtek – The Bear That Went To War (Dokumentation, Regie: Will Hood)